# Holcocephala vittata
Holcocephala vittata är en tvåvingeart som först beskrevs av Walker 1836.  Holcocephala vittata ingår i släktet Holcocephala och familjen rovflugor. Inga underarter finns listade i Catalogue of Life.